# Rufiyaa
Rufiyaa eller den maldiviske rufiya er den officielle valuta i Maldiverne. 1 rufiyaa opdeles i 100 laari.
Den internationale ISO 4217 kode for rufiyaa er MVR.

## Sedler
I 1945, passerede Folkets Majlis (parlamentet) loven 2/66 om "maldiviske sedler". I denne lov, blev sedlerne ½, 1, 2, 5 og 10 rufiyaa printet og sat i cirkulation i 1947. I 1951, blev 50 og 100 rufiyaa introduceret.
Den nuværende serie sedler blev udstedt i 1983 sammen med 2, 5, 10, 20, 50 og 100 rufiyaa. 500 rufiyaasedlen blev tilføjet i 1990, da 2 rufiyaa blev erstattet af en mønt i 1995.
| Serien fra 1983 | Serien fra 1983 | Serien fra 1983 | Serien fra 1983 | Serien fra 1983 | Serien fra 1983                                      | Serien fra 1983                 | Serien fra 1983 |
| Billede         | Billede         | Værdi           | Hovedfarve      | Dimensions      | Beskrivelse                                          | Beskrivelse                     | Dato of issue   |
| Forside         | Bagside         | Værdi           | Hovedfarve      | Dimensions      | Forside                                              | Bagside                         | Dato of issue   |
| --------------- | --------------- | --------------- | --------------- | --------------- | ---------------------------------------------------- | ------------------------------- | --------------- |
|                 |                 | 5 rufiyaa       | Violet          | 70mm x 150mm    | Kokospalme, dhow, Maldivernes centralbank på Dhivehi | Traditional fiskeri             | 1983            |
|                 |                 | 10 rufiyaa      | Brun            | 70mm x 150mm    | Kokospalme, dhow, Maldivernes centralbank på Dhivehi | Traditional ø liv               | 1983            |
|                 |                 | 20 rufiyaa      | Indigo          | 70mm x 150mm    | Kokospalme, dhow, Maldivernes centralbank på Dhivehi | Male historisk indre havne view | 1983            |
|                 |                 | 50 rufiyaa      | Blå             | 70mm x 150mm    | Kokospalme, dhow, Maldivernes centralbank på Dhivehi | Historical view of Male bazaar  | 1983            |
|                 |                 | 100 rufiyaa     | Grøn            | 70mm x 150mm    | Kokospalme, dhow, Maldivernes centralbank på Dhivehi | Medhuziyaaraiy monument         | 1983            |
|                 |                 | 500 rufiyaa     | Rød             | 70mm x 150mm    | Kokospalme, dhow, Maldivernes centralbank på Dhivehi | Male Islamic Centre and mosque  | 1990            |